# Liste der Kulturdenkmale in Schönburg (Saale)
In der Liste der Kulturdenkmale in Schönburg (Saale) sind alle Kulturdenkmale der Gemeinde Schönburg (Saale) und ihrer Ortsteile aufgelistet. Grundlage ist das Denkmalverzeichnis des Landes Sachsen-Anhalt, das auf Basis des Denkmalschutzgesetzes des Landes Sachsen-Anhalt vom 21. Oktober 1991 durch das Landesamt für Denkmalpflege und Archäologie Sachsen-Anhalt erstellt und seither laufend ergänzt wurde (Stand: 31. Dezember 2017).

## Kulturdenkmale nach Ortsteilen

### Kroppental
| Lage                                                                                       | Bezeichnung | Beschreibung                     | Erfassungs- nummer | Ausweisungsart | Bild           |
| ------------------------------------------------------------------------------------------ | ----------- | -------------------------------- | ------------------ | -------------- | -------------- |
| ca. 3 km nordwestlich von Wethau am östlichen Talhang des Wethau- bzw. Kroppentals (Karte) | Relief      | Todtescher_Berg#Steinerner_Engel | 094 95679          | Baudenkmal     | Weitere Bilder |
| Kroppental 1 (Karte)                                                                       | Mühle       | Neumühle                         | 094 95680          | Baudenkmal     | Weitere Bilder |
| Kroppental 2 (Karte)                                                                       | Mühle       | Kroppenmühle                     | 094 95681          | Baudenkmal     | Mühle          |
| Kroppental 7 (Karte)                                                                       | Bauernhof   |                                  | 094 95682          | Baudenkmal     | BW             |
| Kroppental 2, 3 (Karte)                                                                    | Mühle       | Kroppenmühle                     | 094 96194          | Baudenkmal     | Weitere Bilder |

### Possenhain
| Lage                                            | Bezeichnung    | Beschreibung | Erfassungs- nummer | Ausweisungsart | Bild   |
| ----------------------------------------------- | -------------- | ------------ | ------------------ | -------------- | ------ |
| Dorfstraße (Karte)                              | Kirche         |              | 094 95689          | Baudenkmal     | Kirche |
| Dorfstraße                                      | Kriegerdenkmal |              | 094 95688          | Baudenkmal     |        |
| Dorfstraße vor Grundstück Dorfstraße 67 (Karte) | Wegweiser      |              | 094 84406          | Baudenkmal     | BW     |
| Dorfstraße 2 (Karte)                            | Bauernhof      |              | 094 95692          | Baudenkmal     | BW     |
| Dorfstraße 10 (Karte)                           | Bauernhof      |              | 094 95683          | Baudenkmal     | BW     |
| Dorfstraße 17 (Karte)                           | Bauernhof      |              | 094 95684          | Baudenkmal     | BW     |
| Dorfstraße 22 (Karte)                           | Bauernhof      |              | 094 95686          | Baudenkmal     | BW     |
| Dorfstraße 29 (Karte)                           | Toranlage      |              | 094 95687          | Baudenkmal     | BW     |
| Dorfstraße 4, 19, 21, 45                        | Straßenzeile   |              | 094 95685          | Denkmalbereich |        |
| Dorfstraße 50 (Karte)                           | Schule         |              | 094 95690          | Baudenkmal     | Schule |
| Dorfstraße 53, 55, 57 (Karte)                   | Straßenzug     |              | 094 95691          | Denkmalbereich | BW     |

### Schönburg
| Lage                                                                                                | Bezeichnung     | Beschreibung                           | Erfassungs- nummer | Ausweisungsart | Bild            |
| --------------------------------------------------------------------------------------------------- | --------------- | -------------------------------------- | ------------------ | -------------- | --------------- |
| Sporn zwischen Saale und Tallage des Ortes (Karte)                                                  | Schönburg       | Burgberg, 2017 als Denkmal ausgewiesen | 094 30644          | Denkmalbereich | Schönburg       |
| an der Straße nach Possenhain, ca. 1 km vor der Ortslage am Waldrand (Karte)                        | Gedenkstein     |                                        | 094 95678          | Baudenkmal     | Weitere Bilder  |
| Kilometer 151,80 der Saale (Karte)                                                                  | Oeblitzschleuse | Schleuse                               | 094 84391          | Baudenkmal     | Oeblitzschleuse |
| Dorfstraße (Karte)                                                                                  | Brunnen         | Mosesquelle                            | 094 95676          | Baudenkmal     | Weitere Bilder  |
| Dorfstraße (Karte)                                                                                  | Burg Schönburg  | Schönburg                              | 094 95666          | Baudenkmal     | Weitere Bilder  |
| Dorfstraße (Karte)                                                                                  | Hohlweg         |                                        | 094 95668          | Baudenkmal     | Hohlweg         |
| Dorfstraße gegenüber von Dorfstraße Nr. 75 (Karte)                                                  | Keller          |                                        | 094 95677          | Baudenkmal     | BW              |
| Dorfstraße (Karte)                                                                                  | Kirche          |                                        | 094 95667          | Baudenkmal     | Weitere Bilder  |
| Dorfstraße (Karte)                                                                                  | Kriegerdenkmal  |                                        | 094 95669          | Baudenkmal     | BW              |
| Dorfstraße 2 (Karte)                                                                                | Bauernhof       |                                        | 094 95671          | Baudenkmal     | BW              |
| Dorfstraße 20, 21, 23, 25, 26, 26a, 27, 28, 29, 30, 31, 32, 33, 34, 35, 36, 37, 38, 38a, 39 (Karte) | Straßenzug      |                                        | 094 95670          | Denkmalbereich | Straßenzug      |
| Dorfstraße 43, 45, 60, 61, 62, 63, 63a, 64, 65 (Karte)                                              | Straßenzug      |                                        | 094 95673          | Denkmalbereich | BW              |
| Dorfstraße 57 (Karte)                                                                               | Pfarrhaus       |                                        | 094 95672          | Baudenkmal     | Pfarrhaus       |
| Dorfstraße 61 (Karte)                                                                               | Bauernhof       |                                        | 094 95674          | Baudenkmal     | BW              |
| Dorfstraße 75 (Karte)                                                                               | Gasthof         | Zur Quelle                             | 094 95675          | Baudenkmal     | BW              |

### Weichau
| Lage                         | Bezeichnung | Beschreibung       | Erfassungs- nummer | Ausweisungsart | Bild    |
| ---------------------------- | ----------- | ------------------ | ------------------ | -------------- | ------- |
| Alter Felsenkeller 1 (Karte) | Gasthof     | Alter Felsenkeller | 094 95693          | Baudenkmal     | Gasthof |

## Legende
In den Spalten befinden sich folgende Informationen:
- Lage: Nennt den Straßennamen und wenn vorhanden die Hausnummer des Kulturdenkmals. Die Grundsortierung der Liste erfolgt nach dieser Adresse. Der Link „Karte“ führt zu verschiedenen Kartendarstellungen und nennt die geographischen Koordinaten.
Link zu einem Kartenansichtstool, um Koordinaten zu setzen. In der Kartenansicht sind Baudenkmale ohne Koordinaten mit einem roten bzw. orangen Marker dargestellt und können in der Karte gesetzt werden. Baudenkmale ohne Bild sind mit einem blauen bzw. roten Marker gekennzeichnet, Baudenkmale mit Bild mit einem grünen bzw. orangen Marker.
- Offizielle Bezeichnung: Nennt den Namen, die Bezeichnung oder zumindest die Art des Kulturdenkmals und verlinkt, soweit vorhanden, auf den Artikel zum Objekt.
- Beschreibung: Nennt bauliche und geschichtliche Einzelheiten des Kulturdenkmals, vorzugsweise die Denkmaleigenschaften.
- Erfassungsnummer: Für jedes Kulturdenkmal wird in Sachsen-Anhalt eine 20stellige Erfassungsnummer vergeben. Die letzten zwölf Ziffern werden für die Untergliederung nach Teilobjekten genutzt und werden nur angegeben, soweit vergeben. In dieser Spalte kann sich folgendes Icon  befinden, dies führt zu Angaben zu diesem Baudenkmal bei Wikidata.
- Ausweisungsart: Die Einordnung des Denkmales nach § 2 Abs. 2 DenkmSchG LSA
- Bild: Ein Bild des Denkmales, und gegebenenfalls einen Link zu weiteren Fotos des Kulturdenkmals im Medienarchiv Wikimedia Commons. Wenn man auf das Kamerasymbol klickt, können Fotos zu Kulturdenkmalen aus dieser Liste hochgeladen werden: